# Nicolae Iorga
Nicolae Iorga (Botoșani, 17 gennaio 1871 – Strejnic, 27 novembre 1940) è stato uno storico, politico, museologo e scrittore rumeno.
Come affermato dal critico letterario George Călinescu, Iorga, nei primi decenni del secolo XX, ha giocato nella cultura romena "il ruolo di Voltaire".

## Biografia
Liberale conservatore, nel 1903 fondò il Partito Nazionale Democratico e nel primo dopoguerra fu presidente del Consiglio (1931-1932) e consigliere del re di Romania Carlo II. Professore ordinario all'Università di Bucarest, fu membro di accademie scientifiche nazionali e internazionali, nonché doctor honoris causa delle più prestigiose università europee.
Fondò vari giornali di impegno culturale e politico, tra cui, nel 1906, il periodico "Neamul românesc". Nel 1937 creò l'Istituto di Storia Universale di Bucarest, che oggi porta il suo nome e fa capo all'Accademia Romena. Tra le altre cose fu anche il fondatore, nel 1930, dell'Istituto Romeno di Cultura e di Ricerche Umanistiche di Venezia.
Nell'ottobre del 1940 si oppose all'accettazione dell'ultimatum di Mosca riguardante la cessione all'Unione Sovietica della Bessarabia e della Bucovina settentrionale da parte della Romania. Dopo essere stato prelevato dalla sua casa di campagna nel 1940, fu assassinato nel bosco di Strejnic da elementi della Guardia di Ferro per la sua opposizione alla politica filonazista del governo romeno.
Nicolae Iorga, pur conservatore e nazionalista, è stato un sincero difensore della democrazia e del pensiero liberale. In politica estera provava simpatia verso Francia e Inghilterra. Per motivi di affinità culturale era affascinato dall'Italia, pur non essendo un ammiratore di Benito Mussolini e del fascismo (all'Italia, nel 1930, dedicò il libro L'Italia vista da un romeno). Era invece sospettoso delle mire egemoniche sovietiche e tedesche sul suo paese.
A lui è stata dedicata la moneta Rumena da un Leu.
È autore di numerose opere di carattere storico.